# Prutovkovité
Prutovkovité (Psilotaceae) je čeleď kapradin z řádu prutovkotvaré a jediná žijící čeleď tohoto řádu. Jsou to výtrusné rostliny ojedinělé stavby, příbuzné čeledi hadilkovité. Čeleď prutovkovité zahrnuje 2 rody a je rozšířena v tropech a subtropech téměř celého světa, místy přesahuje i do mírného pásu. V Evropě se v jižním Španělsku vyskytuje prutovka nahá, nejznámější zástupce čeledi.

## Popis
Zástupci prutovkovitých jsou nevelké kapraďorosty, rostoucí jako epifyty nebo petrofyty (na skalách), řidčeji jako pozemní rostliny. Oddenek je plazivý, hnědý, s tenkými rhizoidy a bez pravých kořenů. Cévní svazky jsou typu protostélé (Psilotum) nebo sifonostélé (Tmesipteris). Stonek je přímý nebo převislý, zelený, jednoduchý nebo vidličnatě či zpeřeně větvený. Listy jsou u rodu Tmesipteris drobné, ploché (ze stran zploštělé), celistvé, střídavé, spirálně nebo dvouřadě rozložené, téměř nebo zcela přisedlé, s jedinou žilkou. U rodu Psilotum jsou listy redukované na drobné útvary bez cévního zásobení a bez průduchů. Sporangia jsou velká, tlustostěnná, srostlá po 2 nebo po 3 do jednotlivých, přisedlých synangií, umístěných u báze vidličnatých listů. Každý lalok synangia puká podélnou štěrbinou. Sporangium obsahuje mnoho (více než tisíc) ledvinovitých, monoletních spor a nemá prstenec. Prokel je podzemní, nezelený, válcovitý, dlouhověký, vyživující se prostřednictvím mykorhizy. Liší se od gametofytu všech ostatních kapraďorostů tím, že obsahuje cévní svazek.

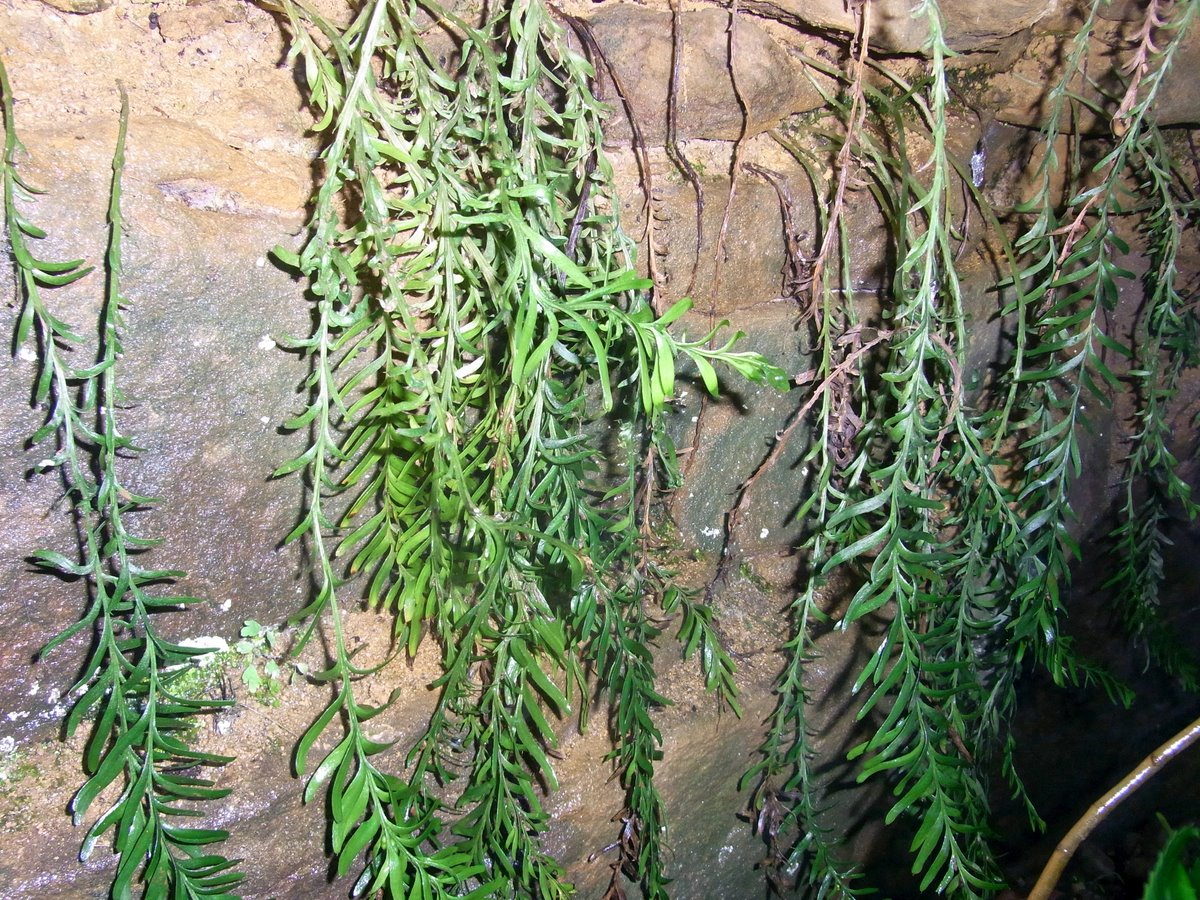
Tmesipteris truncata
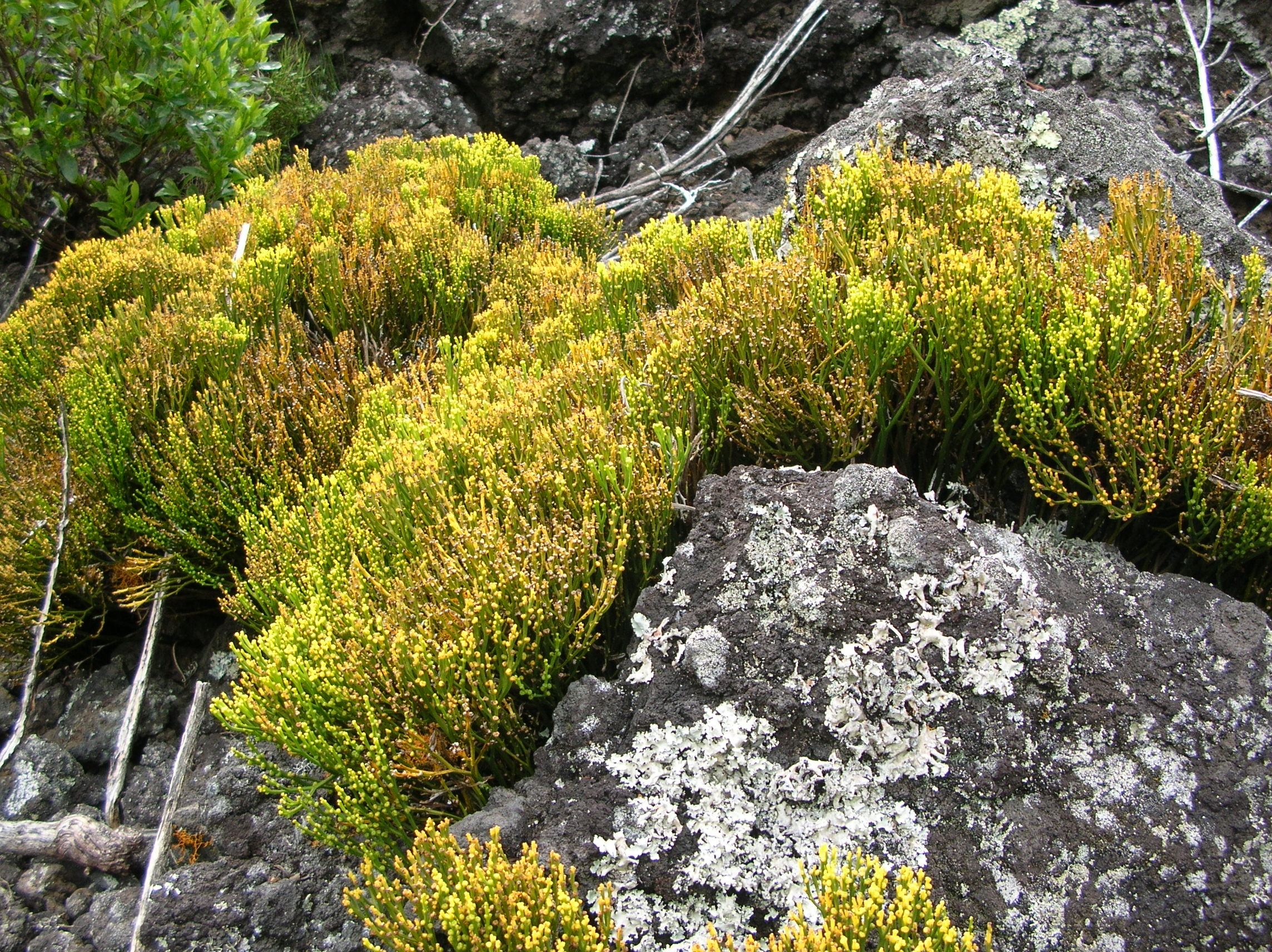
Porost prutovky nahé na Havaji
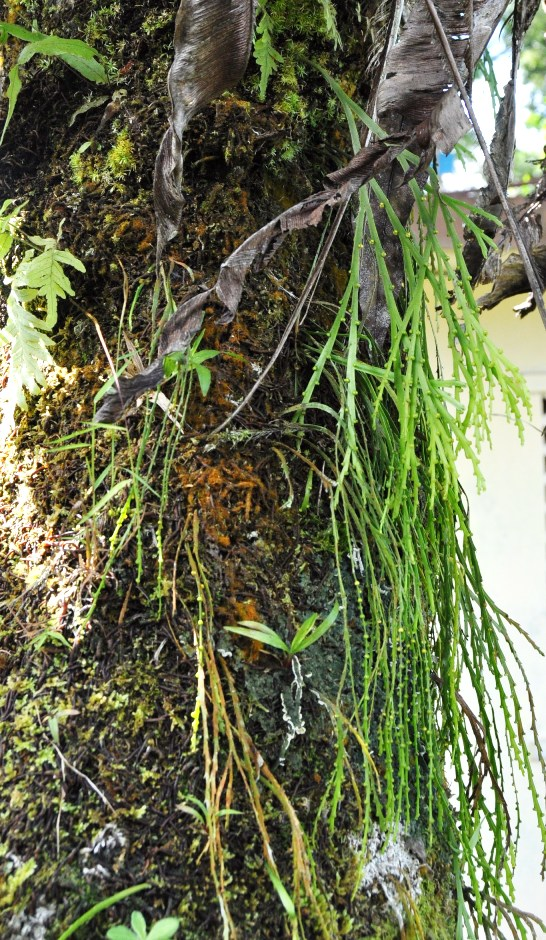
Epifytní prutovka Psilotum complanatum

## Rozšíření
Čeleď prutovkovité zahrnuje asi 14 až 17 druhů ve 2 rodech. Rod Tmesipteris má 12 až 15 druhů a je rozšířen v jihovýchodní Asii, Austrálii, Novém Zélandu a Oceánii od tropů po teplé oblasti mírného pásu. Rod prutovka (Psilotum) zahrnuje 2 druhy a je rozšířen v tropech a subtropech téměř celého světa. Prutovka nahá se vyskytuje i v Evropě, a to v jižním Španělsku v oblasti Algeciras. Do teplých oblastí mírného pásu přesahuje tento druh i na Novém Zélandu.

## Taxonomie a prehistorie
Podle výsledků fylogenetických studií je řád Psilotales jednou ze starých vývojových větví pravých kapradin. V minulosti byly prutovky zprvu považovány za skupinu příbuznou vranečkům a šídlatkám, později byly považovány za potomky nejstarších známých cévnatých rostlin, známých jako rhyniové rostliny. Mezi společné znaky prutovek (Psilotum) a rhyniových rostlin náleží zejména absence kořenů i listů (pouze drobné výrůstky, tzv. enafyly, bez cévního zásobení), vidličnaté větvení stonků, jednoduché protostélické cévní svazky a sporangia tvořící se na koncích větví. Jednou z hlavních věcí zpochybňujících tuto teorii je fakt, že od středního devonu (před 360 milióny let) chybějí jakékoliv fosílie podobné rhyniovým rostlinám. Později se objevily alternativní teorie, že archaické znaky nejsou dědictvím po primitivních prapředcích výtrusných cévnatých rostlin, ale že vznikly naopak redukcí již pokročilejší stavby. Zprvu byly prutovky považovány za silně redukované leptosporangiátní kapradiny z příbuzenstva řádu Gleicheniales. Molekulární studie později prokázaly, že řád prutovkotvaré je sesterskou větví řádu hadilkotvaré (Ophioglossaceae). Společné znaky těchto dvou skupin spočívají zejména ve vývoji a umístění sporangií a charakteru gametofytu. Absence kořenů je považována za odvozený znak, související se symbiózou s houbovými vlákny prorůstajícími podzemní prýty a nahrazujícími kořeny. Rovněž listy byly redukovány v průběhu vývoje. Stáří této vývojové větve bylo stanoveno na 70 až 80 miliónů let, prutovky se tedy odštěpily od předků hadilkotvarých v období svrchní křídy.

## Významné znaky
Prutovkovité patří mezi vývojově staré tzv. eusporangiátní kapradiny, vyznačující se velkými tlustostěnnými sporangii (stěna je tvořena několika vrstvami buněk), která se zakládají z několika buněk (tzv. iniciál) a obsahují mnoho spor. Z recentních žijících kapradin patří do této skupiny též hadilkovité (Ophioglossaceae) a
maraciovité (Marattiaceae). Sporangia jsou u prutovkovitých srostlá po 2 nebo po 3 do synangií, v nichž jsou oddělena přepážkou. Listy jsou redukované a mají buď podobu výčnělků bez cévního zásobení (prutovka) nebo jsou to jednoduché, ze stran zploštělé útvary s jediným nevětveným cévním svazkem (Tmesipteris). Unikátním znakem jsou cévní svazky v gametofytu (proklu). Ten je navíc velmi podobný podzemnímu oddenku sporofytu těchto kapradin. Kořeny chybějí a jsou nahrazeny vlákny symbiotické houby a vláskovitými výrůstky – rhizoidy.

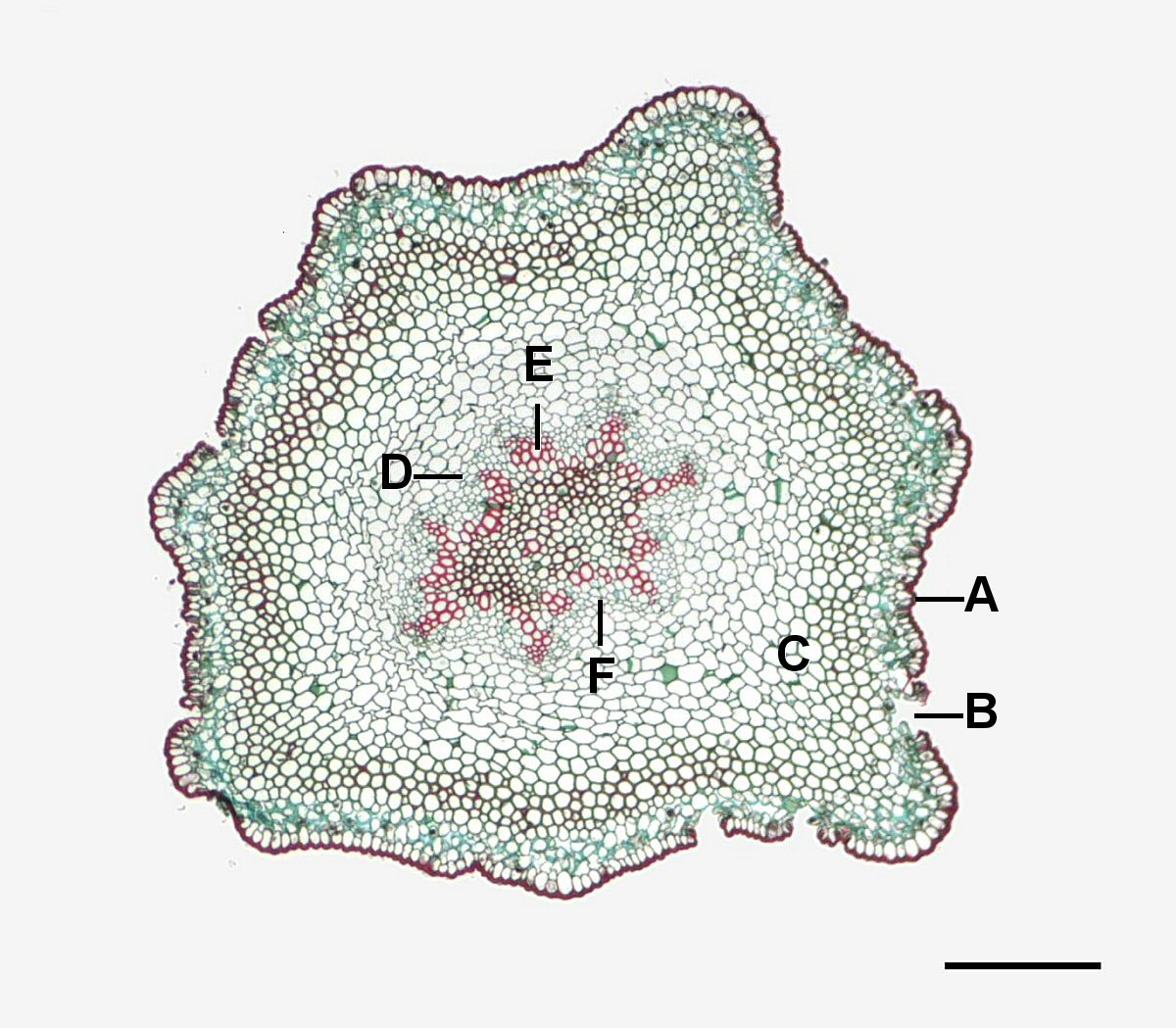
Řez prýtem prutovky
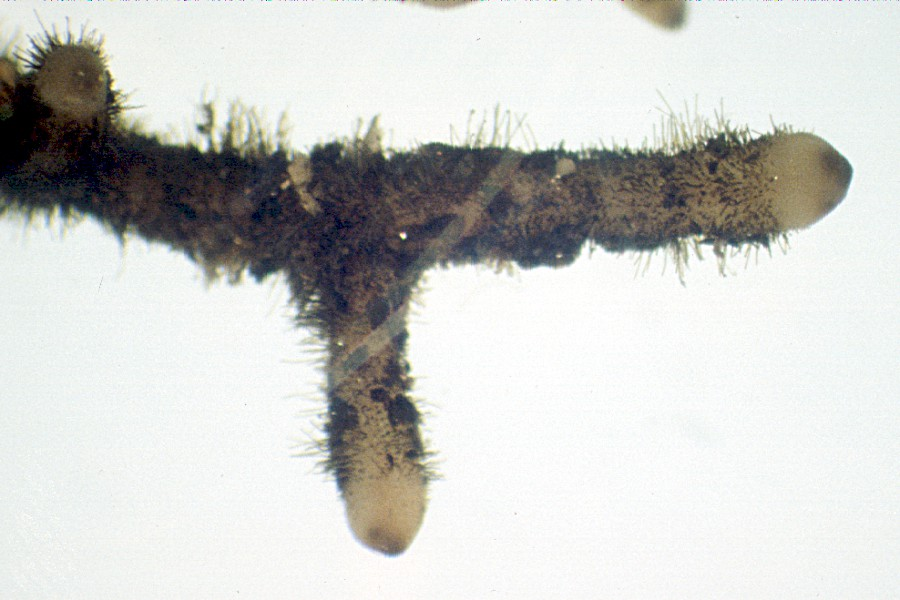
Oddenek prutovky pokrytý rhizoidy
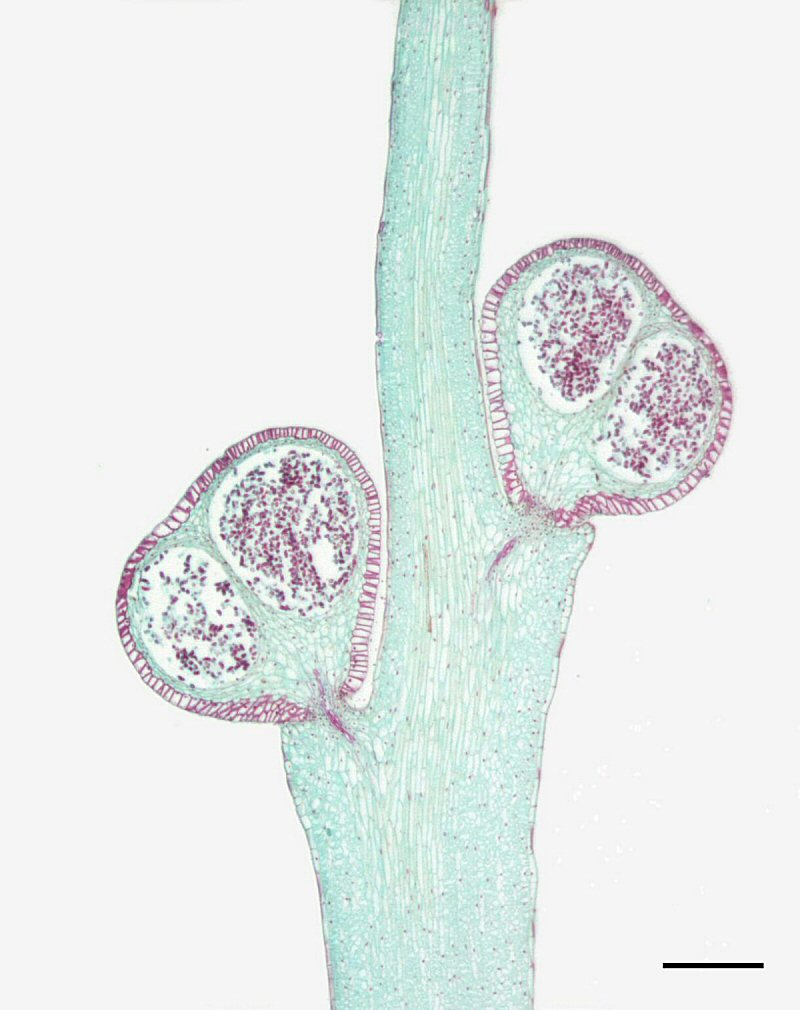
Řez prýtem prutovky se sporangii
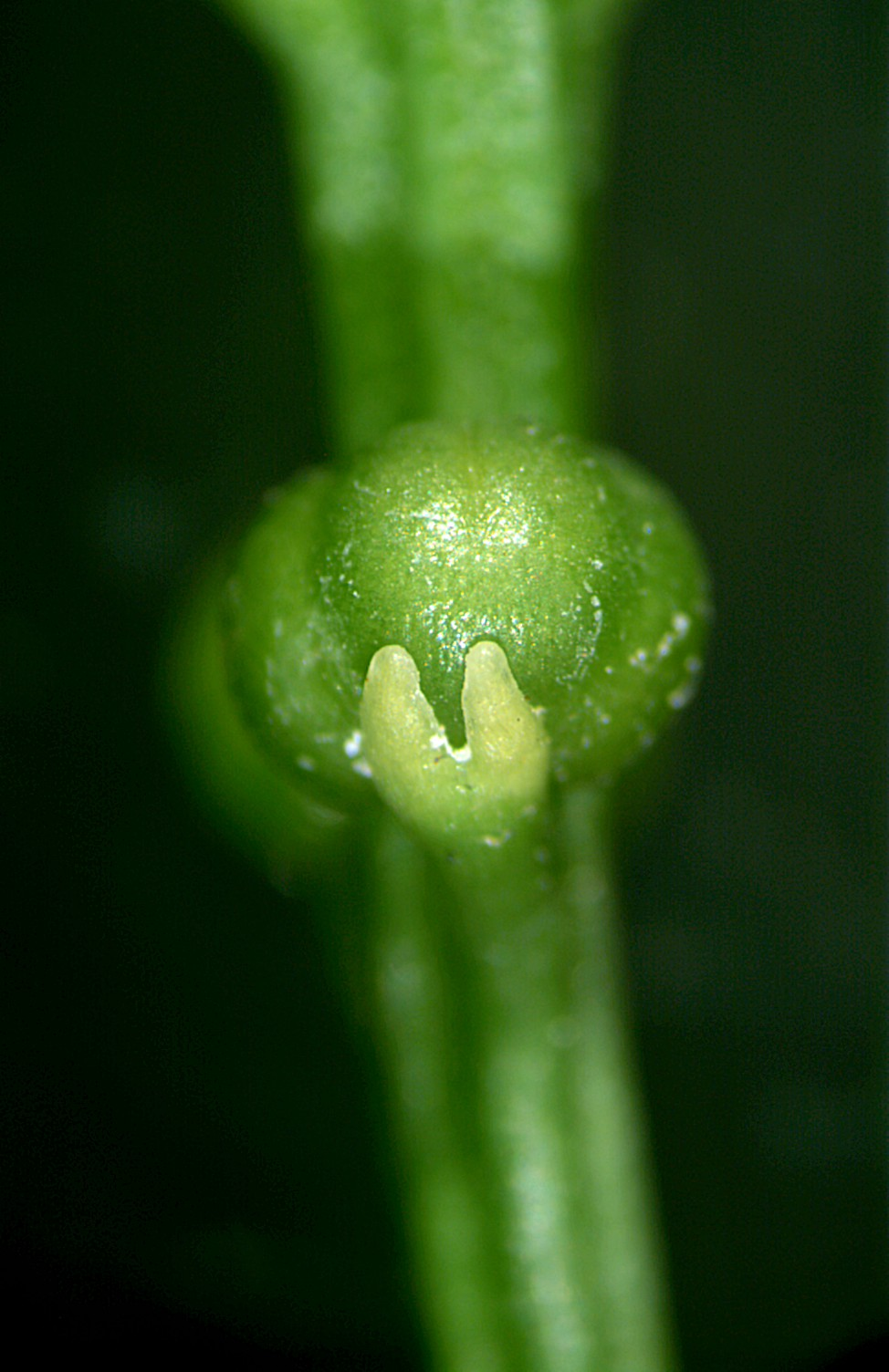
Detail enafylu a sporangia prutovky

### Vývojový strom žijících kapraďorostů
Z fylogenetického pohledu jsou kapraďorosty nepřirozenou, parafyletickou skupinou. Jak ukazuje následující fylogenetický strom pro jednotlivé recentní podtřídy (považované dnes za přirozené, holofyletické skupiny), semenné rostliny se odvětvují uvnitř nich. Zohledňuje i fakt, že nová fylogenetická studie založená na jaderných genomech i ještě novější srovnávací studie s časovou kalibrací fylogeneze kapraďorostů rehabilitovaly přesličky jako samostatnou skupinu mimo kapradiny, třebaže některé nepříliš starší zdroje ji uváděly jako sesterskou skupinu prutovek, případně leptosporangiátních kapradin.
|  | hadilky a prutovky (Ophioglossidae)                                                                  |
|  | |
|  | \| \| maracie (Marattiidae) \| \| \| \| \| \| leptosporangiátní kapradiny (Polypodiidae) \| \| \| \| |
|  | |
|  | maracie (Marattiidae)                                                                                |
|  | |
|  | leptosporangiátní kapradiny (Polypodiidae)                                                           |
|  | |

|  | maracie (Marattiidae)                      |
|  |                                            |
|  | leptosporangiátní kapradiny (Polypodiidae) |
|  |                                            |

|  | hadilky a prutovky (Ophioglossidae)                                                                  |
|  | |
|  | \| \| maracie (Marattiidae) \| \| \| \| \| \| leptosporangiátní kapradiny (Polypodiidae) \| \| \| \| |
|  | |
|  | maracie (Marattiidae)                                                                                |
|  | |
|  | leptosporangiátní kapradiny (Polypodiidae)                                                           |
|  | |

|  | maracie (Marattiidae)                      |
|  |                                            |
|  | leptosporangiátní kapradiny (Polypodiidae) |
|  |                                            |

|  | hadilky a prutovky (Ophioglossidae)                                                                  |
|  | |
|  | \| \| maracie (Marattiidae) \| \| \| \| \| \| leptosporangiátní kapradiny (Polypodiidae) \| \| \| \| |
|  | |
|  | maracie (Marattiidae)                                                                                |
|  | |
|  | leptosporangiátní kapradiny (Polypodiidae)                                                           |
|  | |

|  | maracie (Marattiidae)                      |
|  |                                            |
|  | leptosporangiátní kapradiny (Polypodiidae) |
|  |                                            |

|  | hadilky a prutovky (Ophioglossidae)                                                                  |
|  | |
|  | \| \| maracie (Marattiidae) \| \| \| \| \| \| leptosporangiátní kapradiny (Polypodiidae) \| \| \| \| |
|  | |
|  | maracie (Marattiidae)                                                                                |
|  | |
|  | leptosporangiátní kapradiny (Polypodiidae)                                                           |
|  | |

|  | maracie (Marattiidae)                      |
|  |                                            |
|  | leptosporangiátní kapradiny (Polypodiidae) |
|  |                                            |

|  | hadilky a prutovky (Ophioglossidae)                                                                  |
|  | |
|  | \| \| maracie (Marattiidae) \| \| \| \| \| \| leptosporangiátní kapradiny (Polypodiidae) \| \| \| \| |
|  | |
|  | maracie (Marattiidae)                                                                                |
|  | |
|  | leptosporangiátní kapradiny (Polypodiidae)                                                           |
|  | |

|  | maracie (Marattiidae)                      |
|  |                                            |
|  | leptosporangiátní kapradiny (Polypodiidae) |
|  |                                            |

|  | hadilky a prutovky (Ophioglossidae)                                                                  |
|  | |
|  | \| \| maracie (Marattiidae) \| \| \| \| \| \| leptosporangiátní kapradiny (Polypodiidae) \| \| \| \| |
|  | |
|  | maracie (Marattiidae)                                                                                |
|  | |
|  | leptosporangiátní kapradiny (Polypodiidae)                                                           |
|  | |

|  | maracie (Marattiidae)                      |
|  |                                            |
|  | leptosporangiátní kapradiny (Polypodiidae) |
|  |                                            |

|  | hadilky a prutovky (Ophioglossidae)                                                                  |
|  | |
|  | \| \| maracie (Marattiidae) \| \| \| \| \| \| leptosporangiátní kapradiny (Polypodiidae) \| \| \| \| |
|  | |
|  | maracie (Marattiidae)                                                                                |
|  | |
|  | leptosporangiátní kapradiny (Polypodiidae)                                                           |
|  | |

|  | maracie (Marattiidae)                      |
|  |                                            |
|  | leptosporangiátní kapradiny (Polypodiidae) |
|  |                                            |

|  | hadilky a prutovky (Ophioglossidae)                                                                  |
|  | |
|  | \| \| maracie (Marattiidae) \| \| \| \| \| \| leptosporangiátní kapradiny (Polypodiidae) \| \| \| \| |
|  | |
|  | maracie (Marattiidae)                                                                                |
|  | |
|  | leptosporangiátní kapradiny (Polypodiidae)                                                           |
|  | |

|  | maracie (Marattiidae)                      |
|  |                                            |
|  | leptosporangiátní kapradiny (Polypodiidae) |
|  |                                            |

## Zástupci
- prutovka (Psilotum)

## Přehled rodů
Psilotum, Tmesipteris